# Ценг Гунг
Ценг Гунг (упрош: 曾巩; трад: 曾鞏; пин: Zēng Gǒng, 30. септембар 1019 — 30. април 1083) био је кинески писац из доба династије Сунг. Био је један од присталица Новог класичног прозног покрета (新古文運動), а новији учењаци сврстали су га међу 8 великих писаца из епоха Танг и Сунг (唐宋八大家).
У мају 2016. године писмо Ценга продато је за 207 милиона јуана (32 милиона долара), што је нови рекорд за примерак кинеске калиграфије.